# Грабовский, Евгений Валентинович
Евгений Валентинович Грабовский — российский учёный в области физики плазмы и управляемого синтеза, лауреат Государственной премии Российской Федерации.
Родился 22.08.1950.
Окончил Московский физико-технический институт (1973, ФМХФ — факультет молекулярной и химической физики).
С 1977 г. работает в ГНЦ РФ ТРИНИТИ: младший научный сотрудник, научный сотрудник, начальник группы, зам. начальника отдела, с 1999 года — директор Отделения физики токонесущей плазмы (ОФТП).
Кандидат технических наук (1991). Диссертация:
- Формирование многотераваттного электрического импульса на комплексе "Ангара-5-1" : диссертация ... кандидата технических наук : 01.04.13. - Москва, 1991. - 209 с. : ил.

Область научных интересов: физика сжимающихся лайнеров, рентгеновское излучение, физика взаимодействия высокоинтенсивного излучения с плазмой и веществом, электрофизика, мощные импульсные электрогенераторы.
Лауреат Государственной премии Российской Федерации 1997 года (в составе коллектива) — за создание установки «Ангара-5-1» и проведенные на ней исследования по физике сильноизлучающих пинчей и возбуждению ударных волн мягким рентгеновским излучением для изучения уравнений состояния вещества.